# Tzay

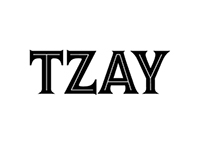
Tzay

Tzay är ett (svenskt) varumärke för en sojabaserad köttersättningsprodukt med thailändskt ursprung. Varumärket ägs av livsmedelsföretaget Atria Scandinavia.

## Produkter
Varumärket tzay används främst för produkter som säljs i köttliknande bitar, anpassade för spett eller grytor. Bitarna har olika typer av smaksättning, inklusive med chili och ingefära. Vissa produkter är marinerade i honung (passar då inte i vegansk kost).
I dag består sortimentet av sex sojaproteinprodukter i form av filéer, spett (Happy Soy Skewers) och mindre bitar (tex Cute Soy Bits)

## Historia
Tzay har funnits i butik sedan 2002 och ägdes då av Ridderheims. Sedan 2008 tillhör både Tzay och Ridderheims livsmedelsföretaget Atria Scandinavia.